# Sambenedettese Calcio 1986-1987
Questa voce raccoglie le informazioni riguardanti la Sambenedettese Calcio nelle competizioni ufficiali della stagione 1986-1987.

## Divise e sponsor
Lo sponsor tecnico per la stagione 1986-1987 fu Atlas.
| Casa | Alternativa | Trasferta |

## Rosa

La squadra nella trasferta di Bologna con la seconda divisa bianca

| N. |                   | Ruolo | Calciatore         |
| -- | ----------------- | ----- | ------------------ |
|    | Italia (bandiera) | D     | Enrico Annoni      |
|    | Italia (bandiera) | P     | Fausto Borin       |
|    | Italia (bandiera) | D     | Ugo Bronzini       |
|    | Italia (bandiera) | D     | Luigi Cagni        |
|    | Italia (bandiera) | A     | Giovanni Cesari    |
|    | Italia (bandiera) | D     | Emilio De Cicco    |
|    | Italia (bandiera) | C     | Guido Di Fabio     |
|    | Italia (bandiera) | A     | Roberto Di Nicola  |
|    | Italia (bandiera) | D     | Danilo Ferrari     |
|    | Italia (bandiera) | P     | Fabrizio Ferron    |
|    | Italia (bandiera) | C     | Massimo Ficcadenti |

| N. |                   | Ruolo | Calciatore           |
| -- | ----------------- | ----- | -------------------- |
|    | Italia (bandiera) | A     | Massimo Ginelli      |
|    | Italia (bandiera) | C     | Tiziano Manfrin      |
|    | Italia (bandiera) | D     | Lucio Nobile         |
|    | Italia (bandiera) | D     | Carlo Pascucci       |
|    | Italia (bandiera) | D     | Giancarlo Petrangeli |
|    | Italia (bandiera) | C     | Bruno Ranieri        |
|    | Italia (bandiera) | D     | Fulvio Rondini       |
|    | Italia (bandiera) | A     | Franco Selvaggi      |
|    | Italia (bandiera) | A     | Francesco Turrini    |
|    | Italia (bandiera) | C     | Leandro Vessella     |
|    | Italia (bandiera) | C     | Francesco Zappasodi  |

## Risultati

### Serie B

#### Girone di andata
| 14 settembre 1986 1ª giornata | Sambenedettese | 2 – 2 | Genoa |  |

| 21 settembre 1986 2ª giornata | Triestina | 1 – 0 | Sambenedettese |  |

| 28 settembre 1986 3ª giornata | Sambenedettese | 0 – 0 | Cesena |  |

| 5 ottobre 1986 4ª giornata | Campobasso | 0 – 0 | Sambenedettese |  |

| 12 ottobre 1986 5ª giornata | Sambenedettese | 1 – 1 | Cagliari |  |

| 19 ottobre 1986 6ª giornata | Pisa | 0 – 0 | Sambenedettese |  |

| 26 ottobre 1986 7ª giornata | Catania | 1 – 0 | Sambenedettese |  |

| 2 novembre 1986 8ª giornata | Sambenedettese | 2 – 1 | Lanerossi Vicenza |  |

| 9 novembre 1986 9ª giornata | Lecce | 1 – 1 | Sambenedettese |  |

| 4 dicembre 1960 10ª giornata | Sambenedettese | 0 – 0 | Arezzo |  |

| 23 novembre 1986 11ª giornata | Cremonese | 1 – 0 | Sambenedettese |  |

| 30 novembre 1986 12ª giornata | Sambenedettese | 1 – 0 | Lazio |  |

| 7 dicembre 1986 13ª giornata | Pescara | 2 – 0 | Sambenedettese |  |

| 14 dicembre 1986 14ª giornata | Sambenedettese | 0 – 0 | Parma |  |

| 17 novembre 1946 15ª giornata | Sambenedettese | 1 – 2 | Bologna |  |

| 4 gennaio 1987 16ª giornata | Messina | 1 – 0 | Sambenedettese |  |

| 11 gennaio 1987 17ª giornata | Sambenedettese | 3 – 1 | Modena |  |

| 18 gennaio 1987 18ª giornata | Taranto | 0 – 0 | Sambenedettese |  |

| 25 gennaio 1987 19ª giornata | Sambenedettese | 0 – 2 | Bari |  |

#### Girone di ritorno
| 8 febbraio 1987 20ª giornata | Genoa | 3 – 1 | Sambenedettese |  |

| 15 febbraio 1987 21ª giornata | Sambenedettese | 1 – 0 | Triestina |  |

| 1º marzo 1987 22ª giornata | Cesena | 2 – 0 | Sambenedettese |  |

| 8 marzo 1987 23ª giornata | Sambenedettese | 1 – 0 | Campobasso |  |

| 15 marzo 1987 24ª giornata | Cagliari | 1 – 0 | Sambenedettese |  |

| 22 marzo 1987 25ª giornata | Sambenedettese | 0 – 2 | Pisa |  |

| 29 marzo 1987 26ª giornata | Sambenedettese | 1 – 0 | Catania |  |

| 5 aprile 1987 27ª giornata | Lanerossi Vicenza | 0 – 0 | Sambenedettese |  |

| 12 aprile 1987 28ª giornata | Sambenedettese | 2 – 1 | Lecce |  |

| 19 aprile 1987 29ª giornata | Arezzo | 1 – 0 | Sambenedettese |  |

| 26 aprile 1987 30ª giornata | Sambenedettese | 2 – 0 | Cremonese |  |

| 3 maggio 1987 31ª giornata | Lazio | 0 – 0 | Sambenedettese |  |

| 10 maggio 1987 32ª giornata | Sambenedettese | 1 – 2 | Pescara |  |

| 17 maggio 1987 33ª giornata | Parma | 2 – 1 | Sambenedettese |  |

| 24 maggio 1987 34ª giornata | Bologna | 3 – 1 | Sambenedettese |  |

| 31 maggio 1987 35ª giornata | Sambenedettese | 2 – 0 | Messina |  |

| 7 giugno 1987 36ª giornata | Modena | 0 – 4 | Sambenedettese |  |

| 14 giugno 1987 37ª giornata | Sambenedettese | 1 – 1 | Taranto |  |

| 21 giugno 1987 38ª giornata | Bari | 3 – 4 | Sambenedettese |  |